# Colleja

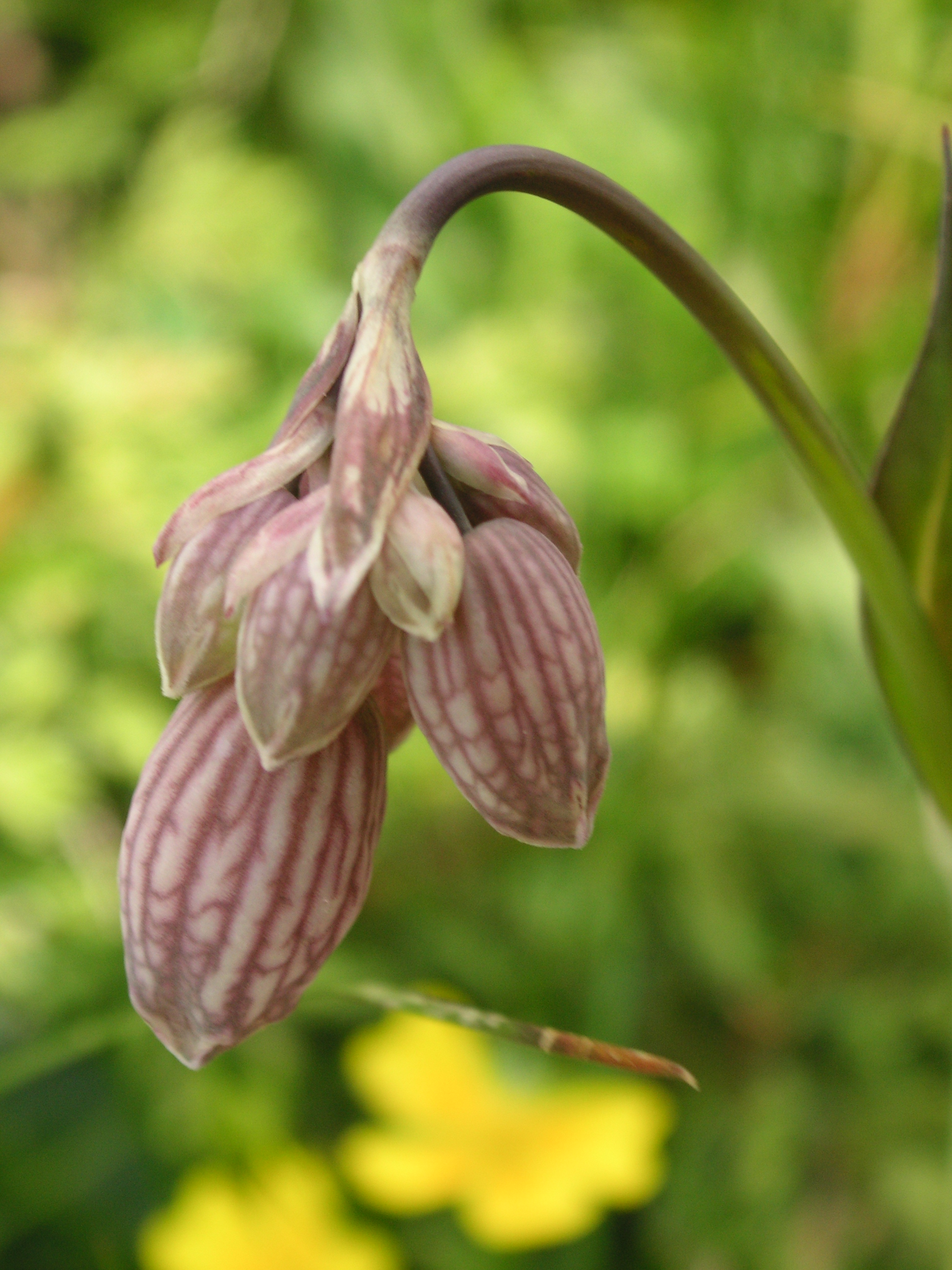
Ejemplar de Silene vulgaris, vulgo «colleja».

Una colleja, en lenguaje coloquial, es una reprimenda física, más con intención de amonestar que de causar daño. Consiste en un leve golpe seco a la altura de la nuca (o en la parte alta de la cabeza) aplicado con la mano abierta.
El uso de la colleja como comunicación no verbal es habitual en grupos de jóvenes con lazos de amistad, nunca entre desconocidos. El amonestador expresa soslayadamente superioridad que, de repetirse habitualmente, sería un indicativo de relación de subordinación.
Se distingue de otras agresiones como el tortazo, la patada o el puñetazo en que estos forman parte de una disputa con clara intención dañina.
En México, esta segunda acepción de colleja recibe el nombre de "zape". En Chile se le llama "pape" (o "paipe", "paipazo" o "wate") y en Venezuela se le conoce como "Lepe", con el mismo fin de causar molestia física en forma de broma.

## En botánica
Colleja es uno de los nombres vernáculos dados a la planta herbácea Silene vulgaris, de la familia de las Caryophyllaceae, que se consume como verdura y habita sembrados y terrenos de poca labor. También se usa como nombre común de las plantas Bupleurum gibraltarium, Cucubalus baccifer y Vaccaria hispanica.